# Annibal Camoux
Annibal Camoux (La Turbie, Niza, Francia, ¿1638? - Marsella, Francia, 1759) fue un soldado francés famoso por su gran longevidad. La mayoría de los investigadores, incluidos los franceses, consideran que su muy avanzada edad se trata de un mito y, de cualquier manera, la verdadera edad a su muerte no se ha podido probar.
Según una investigación del historiador francés Louis Thibaux que data de 1957, en realidad el supuesto supercentenario habría nacido en 1669, falleciendo entonces con 90 años de edad. De todos modos, habría alcanzado una longevidad para nada despreciable si tenemos en cuenta la expectativa de vida promedio de los habitantes de Europa entre los siglos XVII y XVIII.
El escritor Bernard le Bovier de Fontenelle, contemporáneo de Camoux y también de nacionalidad francesa, nacido el 11 de febrero de 1657 y muerto el 9 de enero de 1757, estuvo a punto de convertirse en centenario.